# Afrin
Afrin (en árabe: عفرين‎, romanizado: ʻAfrīn, en kurdo: Efrîn, Afrîn o Avarîn) es la mayor ciudad y un distrito correspondiente del norte de Siria, en la gobernación de Alepo. El nombre de Afrin proviene del nombre romano del río Ufrenus.

## Historia
A 8 kilómetros al sur de Afrin se encuentran las ruinas del asentamiento neo-hitita (Edad del Hierrocalcolítico) conocido como tell Ain Dara. En el campo al noroeste de la ciudad se descubrió una estela luvia del siglo IX a. C., conocida como la estela de Afrin; es un fragmento central de una estela, la parte central muestra un relieve: una falda con flecos que solía llevar el dios hitita de la tormenta, por lo que es muy posible que fuera una representación en su honor.
El valle de Afrin fue parte de la Siria romana hasta la conquista musulmana en el 637. El río Afrin era conocido como Oinoparasin en el Imperio seléucida, en época romana pasó a llamarse Ufrenus, que se transliteró al árabe como Afrin, Ifrin o en kurdo Efrîn.
El área estuvo bajo el gobierno del Principado de Antioquía durante un breve periodo, pero volvió al control musulmán en 1260 tras las invasiones mongolas. Durante el Imperio otomano, formó parte de la provincia de Kilis.
Aunque no ha existido un asentimiento kurdo permanente, el valle de Afrin lleva albergando asentamientos kurdos al menos desde el siglo XVIII, tal y como se describe en documentos otomanos.

### Edad Contemporánea
Afrin es el centro administrativo de la nahiya y el distrito de Afrin.
Con el establecimiento de la frontera turco-siria en 1923, Afrin se separó de la provincia de Kilis para formar parte de la Siria controlada administrativamente por Francia y permaneció en el país una vez se independizó a mediados del siglo XX.
La ciudad de Afrin fue fundada como un mercado en el siglo XIX. En 1929, sus habitantes eran alrededor de 800 personas, que aumentaron a 7.000 en 1968. La ciudad se desarrolló de manera exponencial durante el mandado francés en Siria. 
Desde la anexión turca de la provincia de Hatay en 1939, el distrito de Afrin está casi completamente rodeado por la frontera turca, excepto el este que conecta con el distrito de Azaz y al sureste que conecta con el distrito del Monte Simeón.
El 21 de marzo de 1986 hubo un estallido de disturbios civiles, en los que tres personas fueron asesinadas por la policía siria. En 1999, las noticias del arresto del líder kurdo Abdullah Öcalan dieron lugar a enfrentamientos entre manifestantes kurdos y la policía.

### Guerra civil siria e intervención militar turca
Durante la guerra civil siria, las fuerzas gubernamentales sirias se retiraron de la ciudad durante el verano de 2012. Las Unidades de Protección Popular (más conocidas como YPG) tomaron el control de la ciudad poco después.
El cantón de Afrin era de facto una parte de la organización territorial de la autodenominada Federación Democrática del Norte de Siria desde el 29 de enero de 2014 fue creado como sucesor del distrito de Afrin que de facto dejó de existir, con una mayoría étnica del pueblo kurdo. Su centro administrativo es la ciudad de Afrin. El primer ministro del cantón es Hevi Ibrahim Mustefa.
El 20 de enero de 2018, las fuerzas aéreas turcas bombardearon más de 100 objetivos en Afrin y realizaron ataques en las fronteras turco-sirias del cantón. Estos ataques dieron inicio a la Operación Rama de Olivo, que consistió de una intervención militar turca en Afrin con el fin de expulsar a las tropas kurdas del Cantón y expandir la denominada zona segura controlada por Turquía en el norte de Siria. En esta operación participan las Fuerzas Armadas Turcas y diversos grupos rebeldes, principalmente los vinculados a la Operación Escudo del Éufrates. Ni el gobierno sirio y las fuerzas leales a Assad ni sus aliados internacionales como Rusia e Irán enviaron apoyo militar a las fuerzas kurdas. Para las YPG y las Fuerzas Democráticas Sirias (SDF), este abandono representó una dura traición, principalmente por parte de Rusia. En los primeros días de la operación, las fuerzas turcas lograron capturar diversas poblaciones rurales cercanas a la frontera turco-siria. Para finales del mes de marzo de 2018, Turquía dio por concluida la ofensiva militar sobre Afrin con la expulsión de las milicias kurdas de todo el cantón.

## Demografía

Mapa del cantón de Afrin, instaurado en 2014 como parte de Rojava (Siria kurda)

El distrito incluye 366 pueblos de los alrededores y granjas. La región de Afrin con sus 490.000 habitantes está en la zona denominada kurdo-Dagh («montaña de los kurdos»). El distrito tiene una superficie de 2.033 kilómetros cuadrados y se compone de siete municipios: Afrin (ciudad), Jindêrês, Sharan, Mobetan, Mahbatli, Rajo, Bulbul, Shiyê), incluyendo a 366 pueblos como Katma, Kastall, Kibar y Rajo. La ciudad de Afrin alberga 36 562 habitantes.

## Educación
En agosto de 2015 comenzó a funcionar la Universidad de Afrin, con diferentes itinerarios en literatura, ingeniería, economía, medicina, topografía, música y teatro, administración y empresas y lengua kurda.

## Economía
El olivo es el símbolo de Afrin, ya que es un centro principal de producción de aceitunas. Algunas de las industrias locales son el aceite de oliva y la industria textil.